# خط کوروری
خط کوروری (به ژاپنی: 久留里線, Kururi-sen) یک خط‌آهن در استان چیبا است که توسط شرکت راه‌آهن شرق ژاپن اداره می‌شود.